# Vrydagzynea buruensis
Vrydagzynea buruensis är en orkidéart som beskrevs av Johannes Jacobus Smith. Vrydagzynea buruensis ingår i släktet Vrydagzynea och familjen orkidéer.

## Underarter
Arten delas in i följande underarter:
- V. b. buruensis
- V. b. tenera